# Michele Sensi-Contugi
Michele Sensi-Contugi Ycaza (Italia, 12 de agosto de 1982) es un empresario y funcionario ítaloecuatoriano. Fue ministro de Gobierno del Ecuador, entre abril y agosto de 2024, en el gobierno de Daniel Noboa.

## Biografía
Nació en Italia el 12 de agosto de 1982, hijo de padre italiano y madre ecuatoriana.
El 23 de mayo de 2008 se casó con la diseñadora de modas Stephany Hollihan Vasconez.

### Trayectoria empresarial
Funge como accionista y fue gerente general en tres empresas en Guayaquil: Senco S.A., encargada de la fabricación de productos de caucho y plástico (2014-2020); Sensistudio S.A., dedicada a la venta al por mayor de prendas de vestir (2014-2024), y de Prolab-biotechnology S.A, de investigación científica y desarrollo en ciencias médicas (2019-2024).
También fue accionista en Savone S.A., dedicada a vuelos panorámicos y turísticos.

## Trayectoria pública
Durante las elecciones presidenciales de 2023 contribuyó económicamente a la campaña electoral de Daniel Noboa, con artículos promocionales.

### Funcionario
El 2 de enero de 2024, el presidente Noboa lo nombró director general del Centro de Inteligencia Estratégica (CIES). El 27 de febrero siguiente, Noboa lo designó como delegado del presidente de la República en el directorio de la Empresa Pública Astilleros Navales Ecuatorianos (Astinave EP). Ese mismo día también fue nombrado delegado en la Empresa Santa Bárbara EP.
El 18 de marzo fue nombrado delegado permanente del presidente de la República en el directorio de EP Petroecuador. Antes la crisis energética, el 16 de abril fue designado delegado permanente en el directorio de las empresas públicas: EP Flopec, CNEL EP y Celec EP.

### Ministro de Estado
El 21 de abril de 2024 fue nombrado por el presidente Daniel Noboa, como Ministro de Gobierno del Ecuador. También, fue nombrado director general del CIES, en calidad de encargado.
El 16 de agosto de 2024, el presidente Noboa nombró a Arturo Félix Wong como ministro de Gobierno, y ratificó a Sensi-Contugi como director general del CIES.